# Козловка (Венгеровский район)
Козловка — деревня в Венгеровском районе Новосибирской области России. Входит в Туруновский сельсовет.

## География
Расположена на левом берегу в низовьях Камы (приток Оми) в 5,5 км к юго-западу от Туруновки и в 16 км к юго-востоку от Венгерово. Площадь деревни — 39 гектаров. Окружена лесистой местностью.
В 1977 году на реке в деревне построена плотина, выше которой создано водохранилище для лиманного орошения.
Имеется подъездная дорога к деревне с востока, от автодороги Куйбышев — Венгерово.

## Население
| 2002 | 2007 | 2010 |
| ---- | ---- | ---- |
| 221  | ↘215 | ↘184 |

## Инфраструктура
В деревне по данным на 2007 год функционируют 1 учреждение здравоохранения, 1 образовательное учреждение.